# Dolmen de la Pineyre
Der Dolmen de la Pineyre (auch Pennet Tumulus-dolmen La Bonnet genannt) liegt in Saint-Nectaire-le-Bas bei Clermont-Ferrand im Zentralmassiv im Département Puy-de-Dôme in der Region Auvergne-Rhône-Alpes. Dolmen ist in Frankreich der Oberbegriff für Megalithanlagen aller Art (siehe: Französische Nomenklatur).
In den Hügeln nordwestlich von St. Nectaire, zwischen dem Puy de Châteauneuf und dem Dorf Freydefond liegt der noch fast vollständige Dolmen in einem Steinhügel von etwa 15,0 m Durchmesser und 2,5 bis 3,0 m Höhe, mitten im namengebenden Kiefernwald. 
Seine Architektur ist komplexer als die der anderen Dolmen in der Gemeinde. Der etwa 25 Tonnen wiegende Deckstein aus Basalt misst etwa 4,0 × 3,0 m und ruht auf vier Tragsteinen. Es sind keine archäologischen Funde gemacht worden.
Er liegt 500 Meter entfernt vom Menhir von Freydefond. Im „Parc du Dolmen“, in der Nähe liegt auch der Dolmen von Saint-Nectaire-le-Bas.